# De z van zus
De z van zus is een Nederlandse komische dramafilm uit 2024 geregisseerd en mede geschreven door Jelle de Jonge. De film ging op 7 november 2024 in première.

## Verhaal
De film volgt de tweelingzussen Rianne en Juliette; vroeger waren de twee onafscheidelijk, maar nu ze volwassen zijn geworden zijn het twee tegenpolen van elkaar geworden. Rianne zorgt thuis in Rotterdam voor hun zieke vader en zijn snackbar, terwijl Juliette een luxeleventje leidt in Amsterdam. Daarbij kampt Rianne met een steeds groter groeiende verzamelwoede, terwijl Juliette succesvol aan het werk is als professioneel organizer. Als hun vader uiteindelijk komt te overlijden, vertrouwen ze elkaar niet in het goed uitvoeren van zijn laatste wens; zijn as uitstrooien aan de Spaanse Costa. Noodgedwongen gaan de twee uit elkaar gegroeide zussen samen op roadtrip voor hun vader.

## Rolverdeling
| acteur                 | personage              |
| ---------------------- | ---------------------- |
| Elise Schaap           | Rianne Schouten        |
| Bracha van Doesburgh   | Juliette Schouten      |
| Martin van Waardenberg | Cornelis Schouten      |
| Sarah Janneh           | Kaylee                 |
| Mariana Aparicio       | Pilar                  |
| Joke Tjalsma           | Lien                   |
| Ferdi Stofmeel         | Kevin                  |
| Mike Boddé             | Edwin                  |
| Camilla Siegertsz      | Barbara van Linschoten |
| Maike Meijer           | Dione                  |
| Maksim Stojanac        | Clement                |
| Sarah Bannier          | eindredacteur          |
| Denzel Goudmijn        | regisseur              |
| Annemaj Dijkstra       | presentatrice          |
| Eva Crutzen            | Bianca                 |
| Tom Audenaert          | Sjors                  |
| Bas Hoeflaak           | Arie Mulder junior     |
| Pieter Bouwman         | buurman Jannus         |
| Connie Wilhelmus       | buurvrouw Jannie       |
| Ivan Pecnik            | agent                  |
| Yasmina Takkatz        | agente                 |
| Mara Luth              | achtjarige Rianne      |
| Noor van der Velden    | achtjarige Juliette    |

## Achtergrond
De film werd geregisseerd en mede geschreven door Jelle de Jonge, voor het scenario werd hij bijgestaan door Jildau Hartzema en Eveline Hagenbeek. De opnamen van de film gingen van start in mei 2023. Hoofdrollen in de film waren weggelegd voor onder anderen Elise Schaap, Bracha van Doesburgh, Martin van Waardenberg en Sarah Janneh. Schaap en Van Droesburgh werkte tevens aan de film mee als creatief producenten.
Op 24 september 2024 werd de trailer van de film uitgebracht. De z van zus werd vervolgens op 7 november 2024 door distributeur Dutch FilmWorks landelijk in de bioscopen uitgebracht. Negen dagen later, op 16 november 2024, werd de film bekroond met een Gouden Film voor het behalen van 100.000 bioscoopbezoekers.